# Seminario Teológico Rabino Isaac Elchanan
El Seminario Teológico Rabino Isaac Elchanan (en inglés estadounidense: Rabbi Isaac Elchanan Theological Seminary ) (RIETS) es el seminario rabínico de la Universidad Yeshiva, está ubicado al norte de Manhattan, en Nueva York, en el barrio de Washington Heights. Lleva el nombre del Rabino Isaac Elchanan Spektor, quien murió en el año de su fundación, en 1896.
El Seminario Teológico Rabino Isaac Elchanan, está afiliado a la Universidad Yeshiva, es un centro líder para el estudio del Talmud y muchas otras áreas del estudio tradicional de la Torá, así como para la formación profesional de los rabinos y los educadores. La Universidad Yeshiva ofrece investigación académica y becas. 
El seminario ofrece un plan de estudios dual de pregrado en estudios religiosos y seculares. Además de sus diversas escuelas de pregrado, la universidad incluye la Facultad de Medicina Albert Einstein, y las escuelas profesionales y de postgrado en derecho, psicología, trabajo social, educación, administración y estudios académicos judíos.